# Tezcoco
Tezcoco (en Nahuatl Tetzco(h)co et en otomie  Antamäwädehe) était une ville altepetl (cité-État) importante Acolhuas située en Mésoamérique à la fin de l'ère précolombienne, qui avec Mexico-Tenochtitlan et Tlacopan, formaient l'empire mexica aussi appelé Empire aztèque. La ville était située à l'endroit où se trouve l'actuel Texcoco non loin de Mexico au Mexique. La ville se trouvait au bord du Lac Texcoco au nord est de Tenochtitlan. Au moment de la chute de l'Empire aztèque lors de l'expédition de Hernán Cortés entre 1519 et 1521, elle secondait Tenochtitlan en prestige, ses habitants étaient nommés Tetzcocatl ou Tetzcocah. En 1520, la ville était peuplée par 24 000 habitants et recouvrait une superficie de 450 hectares.

## Histoire

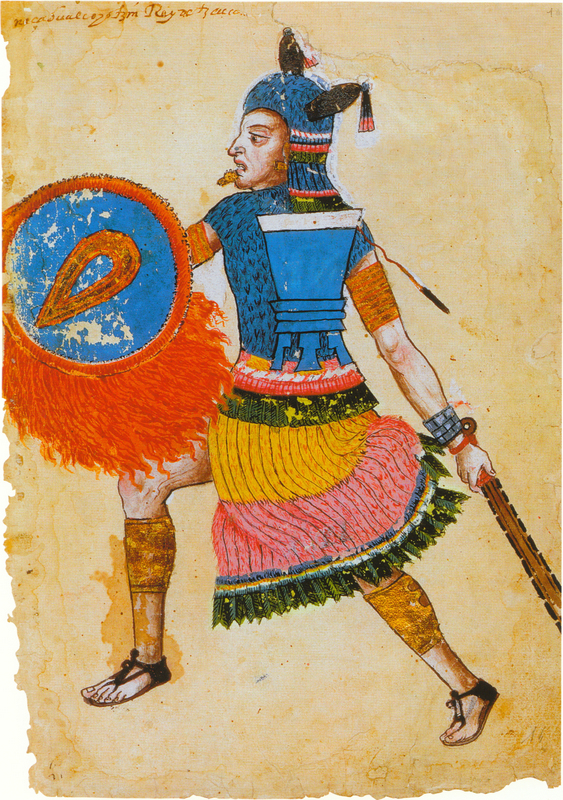
Nezahualcoyotl dans le codex Ixtlilxochitl, Bibliothèque nationale de France.

Tezcoco altepetl a été fondé au XIIe siècle, probablement vers 1318 au sud est du lac Texcoco probablement par des Chichimèques, néanmoins le site était déjà occupé par des Acolhuals qui occupaient des cavernes,. Selon des légendes, Xolotl qui aurait fondé la ville vers 1115 et serait resté roi jusqu'en 1232, cela étant très peu probable. En 1337, les Acolhuas et les Tépanèques s'emparent de la ville et en font leur capitale à la place de Coatlinchán,. En 1418, Ixtlilxochitl Ier Tlatoani de Tezcoco fut renversé par Tezozomochtli, dix ans plus tard le fils de Ixtlilxochitl, Nezahualcoyotl allié à d'autres Mexicas reprend la ville au fils de Tezozomochtli, Maxtla tlatoani d'Azcapotzalco. Tezcoco fût associée à Tenochtitlan et Tlacopan pour former l'empire Mexica,. Elle devint la deuxième ville de l'empire et par accord reçu les 2/5e du butin de guerre de l'empire quand Tenochtitlan recevait les 3/5e et Tlacopan recevait 1/5e de ce butin,,,. Tezcoco était un important centre intellectuel et possédait une bibliothèque avec des manuscrits d'autres civilisations mésoaméricaines,,,. En 1519 Hernán Cortés arrive dans la région et entre dans Tenochtitlan le 8 novembre 1519 et y rencontre l'empereur Moctezuma II et installe les Espagnols dans le palais de son père Axayacatl, mais la situation se retourne et le 14 novembre l'empereur est pris en otage par Cortès et les autres conquistadors. La situation devient de plus en plus tendue et incontrôlable et débouche le 20 mai 1520 par le massacre du Templo Mayor. Pour calmer les Mexicas, Cortès fait intervenir Moctezuma qui est tué par la population, son frère devient le nouvel empereur (Cuitláhuac). Les Espagnols quittèrent la ville et la vallée de Mexico lors de l'épisode de la Noche Triste dans la nuit du 30 juin au 1er juillet 1520. En 1520, les troupes de Hernán Cortés revirent dans la région occupèrent Tezcoco et tuèrent Cacamatzin, le fils de Nezahualpilli et le dernier tlatoani indépendant, installant Ixtlilxochitl II comme dirigeant fantoche. Cortés a fait de Tetzcoco sa base et a employé des guerriers Tetzcocans et Tlaxcaltèques lors du siège de Tenochtitlan. Après la chute de Tenochtitlan, les autorités espagnoles ont continué à reconnaître l'importance de Tetzcoco en tant qu'altepetl espagnol, le désignant comme l'un des quatre centres urbains de la vallée de Mexico en tant que ciudad, « ville », et le rebaptisant « Texcoco ». La famille royale Tetzcoca a continué à régner, gérant la succession au trône conformément aux modèles de légitimité aztèques traditionnels, mais naturellement elle perdit la plupart de ses pouvoirs. Dans ce passage unique de la royauté, des cohortes de frères ont hérité du droit de gouverner, puis des fils de la cohorte suivante, les revendications d'héritage tournant autour des liens consanguins avec la royauté mexicaine de Tenochtitlan.

## Vestiges archéologiques

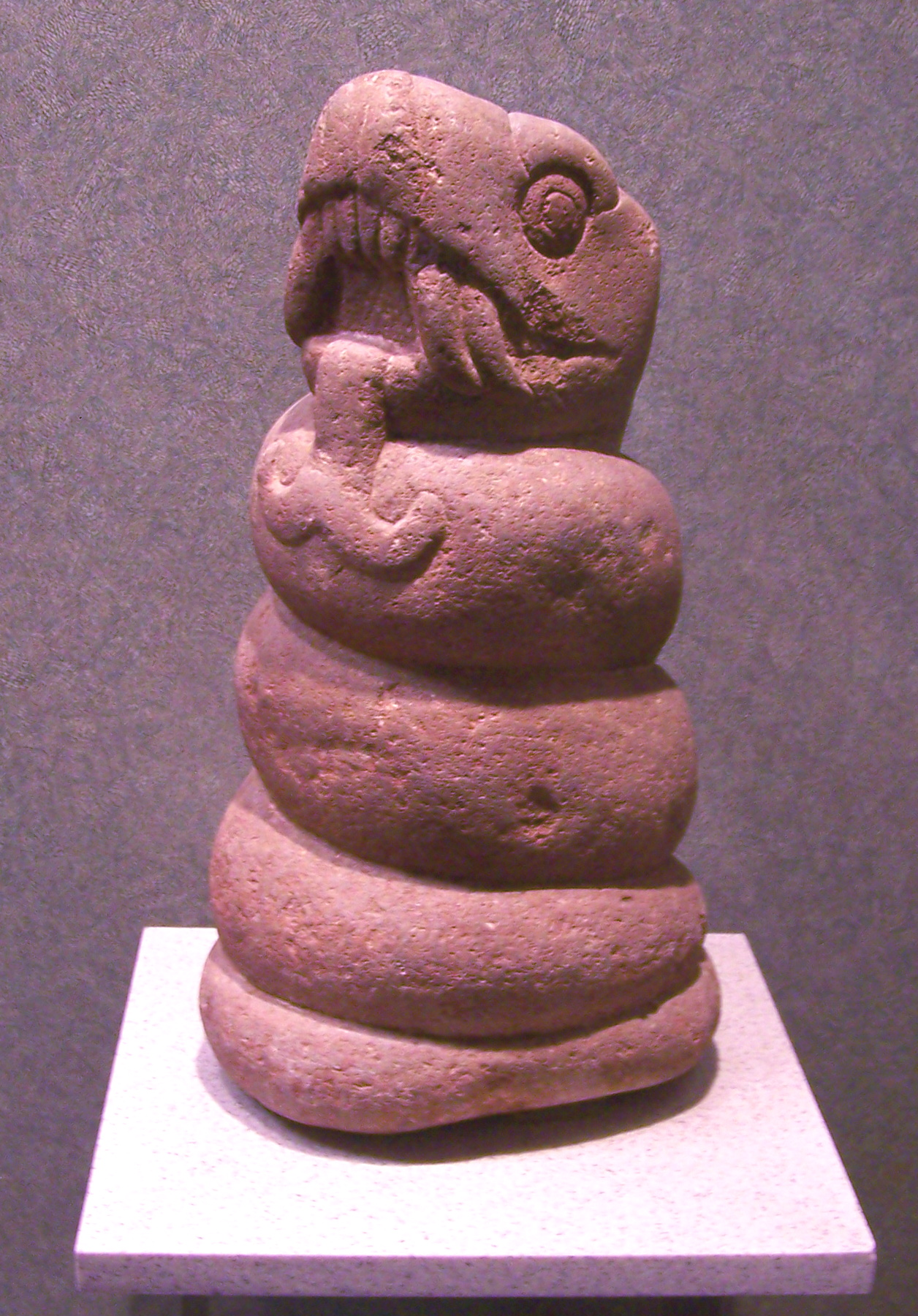
Roche verte provenant de Tezcoco en forme de serpent exposé au Musée national d'Anthropologie de Mexico.

Ce qu'il reste de l'ancienne Tezcoco altepetl, c'est le complexe archéologique de Texcotzingo qui est un complexe palacial fondé par Nezahualcoyolt après qu'il est repris le pouvoir à Tezcoco. La ville était connectée avec un réseau d'aqueducs qui apportait de l'eau pour les habitants mais aussi pour les jardins de la cité, jardins qui furent fondés par Nezahualcoyolt dans la première moitié du XVe siècle. Les jardins en plus d'être parmi les premiers jardins d'Amérique, montraient la puissance de la cité et de l'empire Mexica en exposant des plantes et des animaux issus de tout l'empire ainsi que de plus loin. Le complexe avait été construit pour rendre hommage au dieu Tlaloc issu de la Mythologie aztèque et qui était dieu de la pluie,. Une partie des vestiges conservés au Musée national d'Anthropologie de Mexico furent présentés dans l'exposition Mexicas au Musée du Quai Branly - Jacques-Chirac.

## Famille régnante de Tezcoco

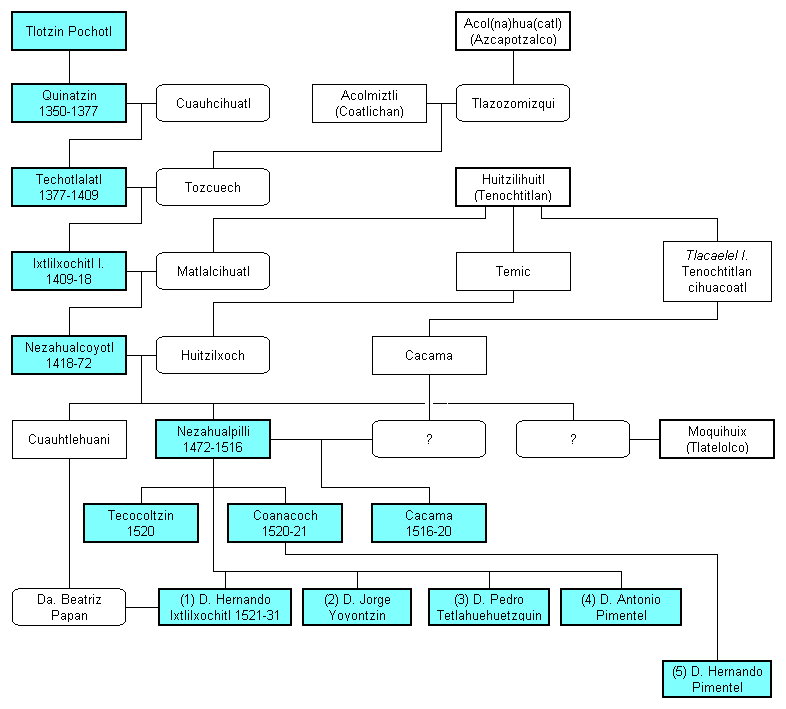
Généalogie de la dynastie Acolhucan de Tezcoco altepetl.

Xolotl aurait été le fondateur de Tetzcoco en 1115 après J-C et régna jusqu'en 1232. Il fut suivi par Nopaltzin (1232-1263), Tlotzin (1263-1298), Quinatzin (1298-1357), Techotlalazin (1357-1409), Ixlilxochitl. (1409-1418), Nezahualcoyotl (1420-1472) outre le fait que ce soit un grand guerrier conforme à l'image que l'on peut se faire des Mexicas (Aztèques), Nezahualcoyotl était un poète et philosophe qui utilisa son prestige et sa position lors de la fondation du complexe de Texcotzingo et qui fit apporter des plantes et des animaux venu de très loin, Nezahualpilli (1472-1516) fils de Nezahualcoyotl, il continua l'œuvre de son père, Cacama (1517-1519), Coanchochtzin (1520-1521) fut écarté du trône par les Espagnols, et Don Fernando Ixtlilxochitl (1521-1531) devenu Don d'Espagne, collabora avec le régime espagnol.